# Aurora (Ceará)
Aurora é um município brasileiro do estado do Ceará, a 283 metros acima do nível do mar. Está situado na mesorregião do Sul Cearense, microrregião de Barro, região político-administrativo do Cariri. Sua população, conforme prévia do censo 2022 do IBGE, é de 25 113 habitantes.

## Etimologia
O topônimo Aurora vem do português aurora e significa amanhecer. Sua denominação original era Venda, depois Aurora Velha, Aurora Nova e, desde 1883, Aurora.

## História
As terras às margens do rio Salgado eram habitadas por diversas etnias indígenas, entre elas os Caryri e os Guariú.
No século XVIII, a chegada das entradas no interior brasileiro, as notícias que na região tinha ouro em abundância, desencadeou uma verdadeira corrida para os sertões brasileiros, onde famílias oriundas de Portugal, sonhando com as riquezas de terras inexploradas e com a esperança de encontrar o minério, que as levariam a aumentar o seu patrimônio material, além de aumentar o seu prestigio pessoal com a corte portuguesa.

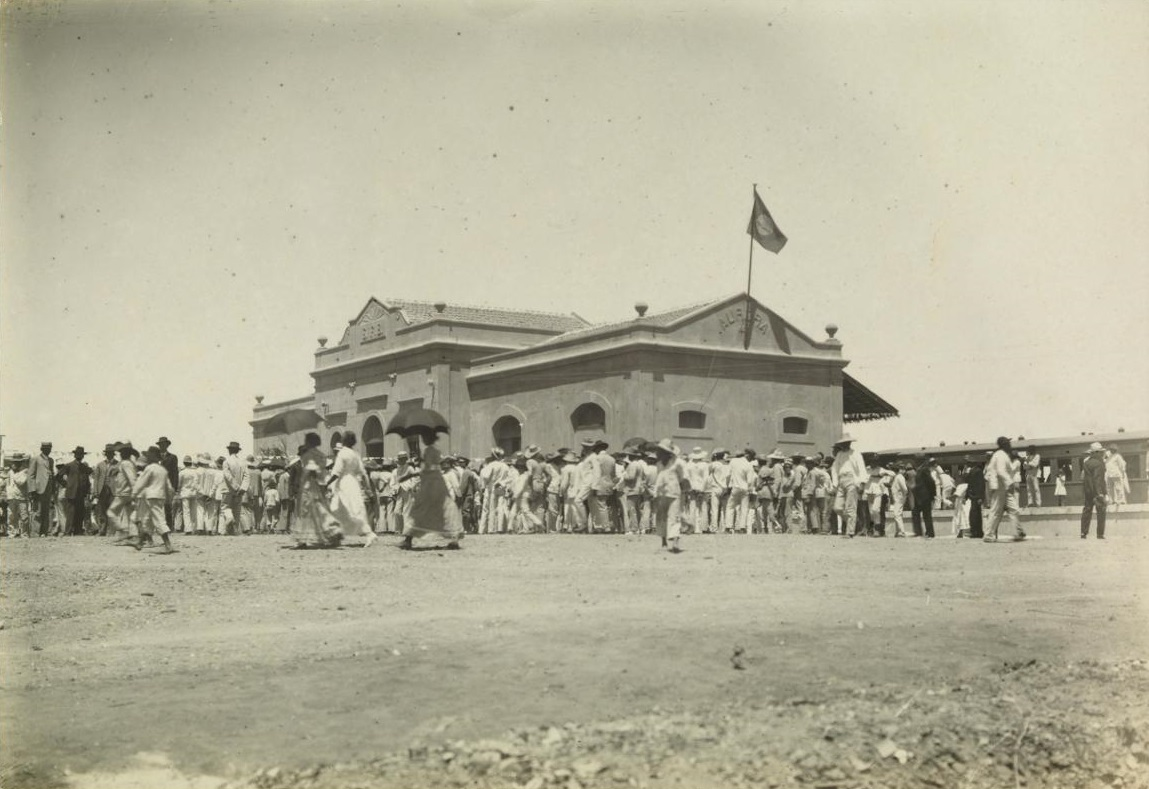
Estação ferroviária de Aurora durante a chegada de seu primeiro trem inaugural, em 7 de setembro de 1920.

A busca do metal precioso, nas ribanceiras do rio Salgado, trouxe para a região do Sertão do Cariri, a colonização. Em consequência, a doação de sesmarias, o que permitiu o surgimento de lugarejos, vilas, sítios e fazendas. Uma dessas propriedades rurais, a Fazenda Logradouro ou Sítio Venda ou na Venda do Rio Salgado, do coronel Antonio Lopes de Andrade (primeiro Comandante do Corpo de Cavalaria da Vila Real do Crato) e sua consorte Arcângela Maria, foi adquirida, no último quartel do século XIX, pelo padre Antônio Leite de Oliveira.
No seu Sitio da Venda, o padre Antônio Leite de Oliveira manteve uma casa-de-oração ou Oratório, onde celebrava-se cerimonias religiosas. Em torno do Oratório da Venda ou Capela do Menino Deus da Fazenda Logradouro, se nucleou e se desenvolveu a cidade de Aurora-Ce, que pertenceu à jurisdição de Lavras da Mangabeira, até 1813, quando se erigiu em freguesia autônoma.
Com a expansão da pecuária no Ceará, Aurora fixou-se como um núcleo urbano e entreposto comercial, entre o Cariri e os Inhamuns.
Com chegada da linha da Rede de Viação Cearense, em 1920, Aurora ganha e esta fortalece sua posição como núcleo urbano e entreposto comercial.

## Geografia

### Clima
Tropical quente semiárido com pluviometria média de 636,7 mm com chuvas concentradas de janeiro a abril.

### Hidrografia e recursos hídricos
As principais fontes de água de Aurora fazem parte da bacia do rio Salgado, tendo como principais afluentes os riachos da Jitirana, Pau Branco, Tipi, dos Cavalos, do Juiz, Olho d'Água, Jenipapeiro e do Jenipapeiro de Cima (já divisa com o município de Missão Velha). Outra fonte de água é Açude da Cachoeira.

### Relevo e solos
Situado ao lado leste da Chapada do Araripe, possui dois tipos principais de solo: latossolo e sedimentar. As principais elevações são: serras: Várzea Grande, Tarrafa; serrotes: Brandão, Frade.
Já a bacia sedimentar se caracteriza por formar aquíferos, existem várias fontes de água espalhadas por toda a área da chapada.

### Vegetação
A vegetação é bastante diversificada, apresentando domínios de cerradão (tipo predominante), caatinga e cerrado.

### Distritos e bairros
O município tem cinco distritos: Aurora (sede), Cachoeira, Ingazeiras , Santa Vitória e Tipi.
A sede do município de Aurora conta atualmente com nove bairros: Centro, Araçá, José Fernandes Campos, José Freire do Amaral, José Leite de Figueiredo (Zezé da Cruz), Mororó, Recreio, São Benedito e Vila Paulo Gonçalves.

## Economia
Sua economia baseia-se em produtos agrícolas: algodão arbóreo e herbáceo, banana, cana-de-açúcar, milho e feijão, além da dinâmica e afluente apicultura.
Agropecuária – rebanhos: bovinos e suínos; criação de aves.
Minério: ocorrência de jazidas de amianto, utilizado na indústria química, principalmente como material filtrante. Foi localizado também outro minério de grande valor econômico, a malaquita, fonte de obtenção de cobre.
No setor de comércio e serviços, o município merece destaque o setor moveleiro, que apresenta uma das maiores redes comerciais de toda a região. Conforme IBGE, o município de Aurora contava, em 2012, com 248 empresas registradas, sendo a grande maioria constituída de microempresas.

## Educação e cultura

### Eventos culturais
Os principais eventos culturais são:
- Carnaval de Rua
- Encenação da Via Sacra (Páscoa),
- Joias do Ano (Premiação dos Melhores profissionais de Aurora), acontece sempre em março,
- SEMA - Semana de Educação Musical de Aurora (Julho),
- Festa dos Filhos e Amigos de Aurora (AFA), realizada no mês de Julho,
- Festival de Repentistas - Dia do Cantador de Aurora, (13/agosto),
- Semana da Pátria (01 a 09/setembro),
- Semana do Município (novembro),
- Semana do Padroeiro - Menino Deus (14 a 25/dezembro),
- Réveillon

### Escolas
Atualmente o município de Aurora conta com três escolas estaduais, são elas:
- E.E.E.P Leopoldina Gonçalves Quezado, escola profissionalizante de tempo integral
- E.E.M.T.I Tabelião José Pinto Quezado
- E.E.F.M Padre Cícero (Ingazeiras)

O município conta ainda com várias escolas municipais na sede, distritos e zona rural. As escolas municipais da sede são:
- E.E.I.F Antonio Landim de Macedo
- E.E.I.F Romão Sabiá
- E.E.I.F Vicente Rodrigues dos Santos

Outros educandários do município são:
- Escola Paroquial Sr. Menino Deus (particular)
- Escola Turma da Mônica (particular)
- Escola Primavera (particular)
- Escolinha Pingo de Gente (particular)

## Política

### Prefeitos
1. Manoel Leite de Oliveira (1885 a 1899)
2. Antônio Leite de Oliveira (1899 a 1904)
3. Antônio Leite Teixeira Neto (1904 a 1908)
4. Cândido Ribeiro Campos (1908 a 1914 / 1921 a 1926)
5. Manoel Teixeira Leite (1914 a 1919)
6. Antônio Landim de Macedo (1919 a 1921)
7. José Gonçalves Leite (1926 a 1928 / 1956 a 1960)
8. Paulo Gonçalves Ferreira (1935 a 1942)
9. Raimundo R. Correia Lima (1942 a 1944)
10. Antônio Temístocles de Oliveira (1944 a 1945)
11. Paulo Leite Teixeira (1945 a 1947)
12. Antônio Jaime Araripe (1947 a 1952)
13. Antônio Gonçalves Pinto (1952 a 1956 / 1960 a 1962)
14. Francisco Bezerra Santos (1962 a 1966 / 1972 a 1976)
15. Anastácio Pinto Gonçalves (1966 a 1970)
16. Teotônio Gonçalves Neto (1970 a 1972)
17. João Antônio de Macedo (1976 a 1982 / 1989 a 1992)
18. Coronel Antônio Vicente de Macedo (1982 a 1988)
19. Alcides Jorge Evangelista Ferreira (1993 a 1996)
20. Maria Leomar Macedo (1997 a 2000)
21. Francisco Carlos Macedo Tavares (2001 a 2004 / 2005 a 2008)
22. José Adaílton Macedo ( 2009 a 2012 / 2013 a 2016)
23. João Antônio de Macedo Júnior (2017 a 2020)
24. Marcone Tavares de Luna (2021 a 2024 / 2025 a 2028)